# Koski Glacier
Koski Glacier är en glaciär i Antarktis. Den ligger i Östantarktis. Nya Zeeland gör anspråk på området. Koski Glacier ligger 2 147 meter över havet.
Terrängen runt Koski Glacier är huvudsakligen kuperad, men den allra närmaste omgivningen är platt. Terrängen runt Koski Glacier sluttar österut. Trakten är obefolkad. Det finns inga samhällen i närheten.